# Dekanat Bamberg
Dekanat Bamberg – jeden z 21 dekanatów rzymskokatolickiej archidiecezji bamberskiej w Niemczech. 
Według stanu na październik 2016 w skład dekanatu wchodziło 15 parafii rzymskokatolickich. 

## Lista parafii
Źródło:
| Lp. | Miejscowość       | Parafia                                                 | Grafika | Kościół                                                              | Adres                                      |
| --- | ----------------- | ------------------------------------------------------- | ------- | -------------------------------------------------------------------- | ------------------------------------------ |
| 1   | Bamberg           | Parafia św. Anny                                        |         | Kościół św. Anny w Bamberg                                           | Heinkelmannstrasse 1 96050 Bamberg         |
| 2   | Bamberg           | Parafia Najświętszej Maryi Panny Nieustającej Pomocy    |         | Kościół Najświętszej Maryi Panny Nieustającej Pomocy w Bamberg       | Wunderburg 4 96050 Bamberg                 |
| 3   | Bamberg           | Parafia św. Gangolfa                                    |         | Kościół św. Gangolfa w Bamberg                                       | Theuerstadt 4 96050 Bamberg                |
| 4   | Bamberg           | Parafia św. Henryka                                     |         | Kościół św. Henryka w Bamberg                                        | Eckbertstr. 30 96052 Bamberg               |
| 5   | Bamberg           | Parafia św. Kunegundy                                   |         | Kościół św. Kunegundy w Bamberg                                      | Joseph-Otto-Kolb-Straße 1 96052 Bamberg    |
| 6   | Bamberg           | Parafia św. Marcina                                     |         | Kościół św. Marcina w Bamberg                                        | An der Universität 2 96047 Bamberg         |
| 7   | Bamberg           | Parafia św. Otto                                        |         | Kościół św. Otto w Bamberg                                           | Siechenstraße 72 96052 Bamberg             |
| 8   | Bamberg           | Parafia św. Piotra i św. Jerzego                        |         | Archikatedra św. Piotra i św. Jerzego w Bambergu                     | Domstraße 3 96049 Bamberg                  |
| 9   | Bamberg           | Parafia Najświętszej Maryi Panny                        |         | Kościół Najświętszej Maryi Panny w Bamberg                           | Eisgrube 4 96049 Bamberg                   |
| 10  | Bischberg         | Parafia św. Marka                                       |         | Kościół św. Marka w Bischberg                                        | Kirchberg 5 96120 Bischberg                |
| 11  | Gaustadt          | Parafia św. Józefa                                      |         | Kościół św. Józefa w Gaustadt                                        | Dr.-Martinet-Straße 11 96049 Bamberg       |
| 12  | Lisberg           | Parafia Trójcy Przenajświętszej                         |         | Kościół Trójcy Przenajświętszej w Lisberg                            | Conrad-Wagner-Weg 8 96170 Lisberg          |
| 13  | Stegaurach        | Parafia Niepokalanego Poczęcia Najświętszej Maryi Panny |         | Kościół Niepokalanego Poczęcia Najświętszej Maryi Panny w Stegaurach | Bamberger Straße 4 96135 Stegaurach        |
| 14  | Viereth-Trunstadt | Parafia św. Jakuba Starszego Apostoła                   |         | Kościół św. Jakuba Starszego Apostoła w Viereth-Trunstadt            | Hopfengartenweg 10 96191 Viereth-Trunstadt |
| 15  | Viereth-Trunstadt | Parafia św. Piotra i św. Marcelego                      |         | Kościół św. Piotra i św. Marcelego w Viereth-Trunstadt               | Kirchberg 15 96191 Viereth-Trunstadt       |